# Minatozaki Sana
Minatozaki Sana (湊崎 紗夏 (Thấu Kỳ Sa Hạ)  sinh ngày 29 tháng 12 năm 1996), thường được biết đến với nghệ danh Sana (Hangul: 사나), là một nữ ca sĩ người Nhật Bản. Cô được biết đến là thành viên của nhóm nhạc nữ Hàn Quốc TWICE cùng với nhóm nhỏ MiSaMo do công ty JYP Entertainment thành lập và quản lý.
Theo cuộc bình chọn âm nhạc thường niên của Gallup Hàn Quốc năm 2018, Sana được bầu chọn là thần tượng nổi tiếng thứ 17 ở Hàn Quốc và là người Nhật Bản giữ thứ hạng cao nhất.

## Tiểu sử
Sana sinh ngày 29 tháng 12 năm 1996 tại Tennōji-ku, Osaka, Nhật Bản. Từ năm 2009 đến đầu năm 2012, cô tham gia EXPG (Exile Professional Gym) chi nhánh ở Osaka, một studio nơi có nhiều thần tượng Nhật Bản được đào tạo, bao gồm một số thành viên của E-girls, Generations và The Rampage. Sana được phát hiện bởi nhân viên JYP Entertainment và được mời tham gia vào buổi thử giọng thường niên của JYP Japan tổ chức vào ngày sau đó. Nữ idol tham gia vào hệ đào tạo của JYP Entertainment tại Hàn Quốc vào tháng 4 năm 2012. Cô và Momo đã cùng kí hợp đồng với JYP vào ngày 13 tháng 4 năm 2012.

## Sự nghiệp
Năm 2015, Sana tham gia vào chương trình truyền hình thực tế Sixteen.Vượt qua 16 thí sinh, cô nàng được gọi tên là một trong các thành viên của nhóm nhạc nữ Twice. Sana ra mắt trong Twice vào ngày 20 tháng 10 năm 2015 với ca khúc có tựa đề "Like Ooh-Ahh" từ EP đầu tay The Story Begins.
Ngày 24 tháng 4 năm 2016, TWICE chính thức trở lại với mini album thứ 2 "Page Two" cùng với ca khúc chủ đề Cheer Up. Phần hát của Sana "Shy shy shy" (phát âm là "sha sha sha") trở thành một trend, sau đó JYP đã sửa lại vũ đạo ở phần hát này.
Trước thềm chuyển đổi giữa thời đại Heisei và Reiwa của Nhật Bản vào ngày 1 tháng 5 năm 2019, cô đã đăng một lời nhắn trên tài khoản Instagram của Twice chào tạm biệt thời đại mà cô được sinh ra và đón mừng thời đại tiếp theo:
Là con người của thời đại, tôi cảm thấy có chút buồn khi thời đại Heisei kết thúc, nhưng tôi muốn nói ‘otsukare-sama’ (Làm tốt lắm) với thời đại!!!
Bởi vì thời đại Nhật Bản được đặt theo tên của vị hoàng đế trị vì, bình luận của nữ idol đã nhận những lời chỉ trích trên mạng xã hội từ những người nhận thấy cô thiếu sự nhạy cảm đối với Hàn Quốc, vì ý của các hoàng đế Nhật Bản, việc gọi "hoàng đế" đối với người Hàn, vẫn không thể tách rời trong một vài suy nghĩ của hoàng gia Nhật Bản và lịch sử của Triều Tiên thuộc Nhật Bản. Mặt khác, đa số các người hâm mộ vẫn bảo vệ cô khi cô chỉ nói về sự kiện gần đây, không đề cập đến những sự kiện đã diễn ra trong quá khứ.
Ngày 9/4/2021, Photobook cá nhân "Yes, I am Sana" của Sana chính thức được phát hành. Cô là thành viên thứ 3 của TWICE được phát hành photobook cá nhân sau Tzuyu và Mina

## Danh sách đĩa nhạc

### Tham gia viết bài hát
| Năm  | Bài hát             | Album          | Với                                                                         |
| ---- | ------------------- | -------------- | --------------------------------------------------------------------------- |
| 2018 | Shot Thru the Heart | Summer Nights  | Momo, Mina                                                                  |
| 2019 | Turn It Up          | Fancy You      | Earattack                                                                   |
| 2019 | 21:29               | Feel Special   | Twice                                                                       |
| 2020 | Do What We Like     | Eyes Wide Open | N/A                                                                         |
| 2021 | Conversation        | Taste Of Love  | N/A                                                                         |
| 2022 | Celebrate           | Celebrate      | Twice                                                                       |
| 2023 | Rewind You          | Masterpiece    | Charlotte Wilson, Ayushy (THE HUB), Frankie Day (THE HUB), Chanti (THE HUB) |

## Danh sách phim ảnh

### Chương trình truyền hình
| Năm  | Tiêu đề                           | Mạng lưới | Vai trò          | Chú thích |
| ---- | --------------------------------- | --------- | ---------------- | --------- |
| 2015 | Sixteen                           | Mnet      | Thí sinh         | [ 8 ]     |
| 2016 | Idol Star Athletics Championships | MBC       | Dẫn chương trình | [ 18 ]    |
| 2017 | KBS Song Festival                 | KBS       | Dẫn chương trình | [ 19 ]    |
| 2019 | Idol Star Athletics Championships | MBC       | Dẫn chương trình |           |

### Video âm nhạc
| Năm  | Video âm nhạc              | Nghệ sĩ | Vai      |
| ---- | -------------------------- | ------- | -------- |
| 2015 | Like OOH-AHH               | Twice   | Bản thân |
| 2016 | Cheer Up                   | Twice   | Bản thân |
| 2016 | TT                         | Twice   | Bản thân |
| 2017 | Knock Knock                | Twice   | Bản thân |
| 2017 | Signal                     | Twice   | Bản thân |
| 2017 | One More Time              | Twice   | Bản thân |
| 2017 | Likey                      | Twice   | Bản thân |
| 2017 | Heart Shaker               | Twice   | Bản thân |
| 2017 | Merry & Happy              | Twice   | Bản thân |
| 2018 | Candy Pop                  | Twice   | Bản thân |
| 2018 | Brand New Girl             | Twice   | Bản thân |
| 2018 | Wake Me Up                 | Twice   | Bản thân |
| 2018 | What is Love?              | Twice   | Bản thân |
| 2018 | I Want You Back            | Twice   | Bản thân |
| 2018 | Dance The Night Away       | Twice   | Bản thân |
| 2018 | BDZ                        | Twice   | Bản thân |
| 2018 | The Best Things I Ever Did | Twice   | Bản thân |
| 2019 | Fancy                      | Twice   | Bản thân |
| 2019 | Happy Happy                | Twice   | Bản thân |
| 2019 | Breakthrough               | Twice   | Bản thân |
| 2019 | Feel Special               | Twice   | Bản thân |
| 2020 | More & More                | Twice   | Bản thân |
| 2020 | I Can't Stop Me            | Twice   | Bản thân |
| 2021 | Alcohol-Free               | Twice   | Bản thân |
| 2021 | The Feels                  | Twice   | Bản thân |
| 2021 | Scientist                  | Twice   | Bản thân |
| 2021 | Doughnut                   | Twice   | Bản thân |
| 2022 | Celebrate                  | Twice   | Bản thân |